# Justynówka (Ukraina)
 Justynówka (ukr. Юстинівка) – wieś na Ukrainie, w obwodzie tarnopolskim, w rejonie tarnopolskim. 
W II Rzeczypospolitej miejscowość w powiecie podhajeckim województwa tarnopolskiego.
W 1940 r. NKWD zesłało na Syberię 10 polskich rodzin (ok. 50 osób) z osiedla Królewszczyzna. W 1944 r. nacjonaliści ukraińscy z OUN-UPA zamordowali tutaj 5 Polaków.
Do 2020 w rejonie podhajeckim.